# Meloxicam
Meloxicam ist ein Arzneistoff, genauer ein nichtsteroidales Antirheumatikum (NSAR, NSAID) aus der Gruppe der Oxicame. Es ist ein hellgelbes, in Wasser nahezu unlösliches Pulver.

## Gewinnung
Die Synthese ausgehend von Saccharin ist in der Literatur beschrieben.

## Pharmakologie

### Wirkungsmechanismus
Wie alle nichtsteroidale Antirheumatika hemmt Meloxicam Cyclooxygenasen (COX), wobei es eine leicht selektive COX-2-Wirkung und daher weniger starke Nebenwirkungen aufweist, die vor allem bei Verbindungen mit COX-1-Präferenz auftreten.
Außerdem vermindert Meloxicam die Einwanderung von Leukozyten in Entzündungsgebiete. Die Thrombozytenaggregation wird nur gering gehemmt.
Meloxicam kann sowohl oral als auch subkutan angewendet werden. Es wird schnell resorbiert. Die Plasmaproteinbindung beträgt 99,4 Prozent, die Plasmahalbwertszeit 15–20 Stunden. Der Abbau erfolgt in der Leber über das Enzym CYP2C9, die Ausscheidung über Galle und Niere, also über Kot und Urin.

### Indikationen
Meloxicam wird vor allem bei chronischen Gelenkserkrankungen angewendet (Arthritis, Arthrosen), da es sich in der Gelenkflüssigkeit anreichert. Es kann aber auch bei anderen schmerzhaften Prozessen (Gicht, Morbus Bechterew, Rheuma) und zur Schmerztherapie vor und nach Operationen eingesetzt werden.
Das Mittel sollte nicht bei Erkrankungen der Magen- oder Darmschleimhaut, Niereninsuffizienz, Störungen der Blutgerinnung und Kindern bzw. sehr jungen Tieren (< 6 Wochen) angewendet werden. In der späten Schwangerschaft oder Trächtigkeit ist das Mittel kontraindiziert.

### Nebenwirkungen
Wie alle NSAID kann Meloxicam Störungen des Magen-Darm-Kanals (Ulcus, Inappetenz, Durchfall, Erbrechen), der Blutgerinnung und der Nierenfunktion hervorrufen. Auch Unverträglichkeitsreaktionen oder Hautveränderungen können auftreten.

## Umweltrelevanz
Da die Verwendung von Diclofenac zur vorbeugenden Behandlung von Rindern in Südasien zu einem Rückgang von drei Geierarten (Gyps bengalensis, Gyps indicus, Gyps tenuirostris) um mehr als 95 % geführt hat, wird teilweise das für Geier ungiftige Meloxicam eingesetzt.

## Handelsnamen
Monopräparate in der HumanmedizinMobec (D), Mobic (A), Mobicox (CH), Movalis (A), Loxitan (GR), zahlreiche Generika (D, A)
TiermedizinActicam, Animeloxan, Contacera, Emdocan, Flexicam (außer Handel), Inflacam, Loxicom, Melosolute, Melosus, Melovem, Meloxidolor, Meloxidyl, Meloxivet, Meloxoral, Metacam, Novem, Recocam, Rheumocam, Vetoxicam (außer Handel), Vexxocam, Zeleris